# Clairol Crown
Il Clairol Crown è stato un torneo femminile di tennis che si disputava a Carlsbad negli USA su campi in cemento.

## Albo d'oro

### Singolare
| Anno | Campionessa  | Finalista           | Punteggio     |
| ---- | ------------ | ------------------- | ------------- |
| 1979 | Chris Evert  | Dianne Fromholtz    | 3-6, 6-3, 6-1 |
| 1980 | Tracy Austin | Martina Navrátilová | 7-5, 6-2      |
| 1981 | Chris Evert  | Hana Mandlíková     | 6-4, 6-3      |